# The Light Is Coming
Albums de Ariana Grande
Dangerous Woman
(20 mai 2016)
Singles de Ariana Grande
Bed
(14 juin 2018) God Is a Woman
(13 juillet 2018)
Singles par Nicki Minaj
Bed FEFE
Pistes de Sweetener
blazed
(3) R.E.M
(4)
the light is coming (stylisé en minuscules) est une chanson de la chanteuse américaine Ariana Grande, mettant en vedette la rappeuse américaine Nicki Minaj. 
Les deux artistes ont co-écrit la chanson avec le producteur de l'album Pharrell Williams. La chanson est sortie le 20 juin 2018, en tant que premier single promotionnel du quatrième album studio de Grande, Sweetener.

## Sortie
Le 27 mai 2018, Ariana Grande a annoncé The Light Is Coming avec une vidéo de 21 secondes sur sa page Instagram. Le 2 juin, elle a chanté un extrait de la chanson au Wango Tango, annonçant que la chanson sortira le 20 juin 2018, avec la pré-commande de Sweetener.

## Composition et paroles
La chanson dure trois minutes et quarante-huit secondes. Les genres musicaux sont essentiellement de la pop expérimentale et de l'hyphy avec des influences de R&B et hip-hop. Le son est soutenu par la voix de Grande. La chanson contient un beat intense qui utilise avec de la batterie et du synthé,. La chanson possède des extraits des archives vidéo de la chaine CNN d'un homme qui crie à l'ancien sénateur Arlen Specter à une réunion à la mairie, en Pennsylvanie, en 2009 concernant les soins de santé. (You wouldn't let anybody speak and instead!).

## Clip-vidéo
Le clip-vidéo est sorti en première, sur le site officiel de Reebok dont Grande est l'égérie. Il a été réalisé par Dave Meyers, qui avait également réalisé le clip-vidéo No Tears Left to Cry, et montre Nicki Minaj en train de rapper son vers et Ariana Grande, chantant dans une sombre forêt. Un jour plus tard, la vidéo a été diffusée dans le monde entier sur YouTube et Vevo.